# Катемако (Веракрус)
Катемако (исп. Catemaco) — город в Мексике, входит в штат Веракрус, административный центр одноимённого муниципалитета.

## История
Населённый пункт был основан в 1774 году. В 1881 году он получил городской статус (villa), а в 1966 году стал городом (ciudad).